# Steinbach an der Holzecke
Steinbach an der Holzecke ist ein Gemeindeteil der Gemeinde Schnelldorf im Landkreis Ansbach (Mittelfranken, Bayern). Steinbach an der Holzecke liegt in der Gemarkung Wildenholz.

## Geografie
Das Dorf liegt am Mühlgraben, einem rechten Zufluss des Waldhausener Mühlbachs, der wiederum ein rechter Zufluss der Wörnitz ist. Im Südosten liegen die Flurgebiete Herdlesfeld und Röthlein. Die westlich des Ortes gelegenen Waldgebiete Eichenschlag und Pfarrholz liegen auf der Schnelldorfer Hardt, die Teil der Frankenhöhe ist. Die Kreisstraße AN 27 führt nach Arzbach (0,8 km nördlich) bzw. an Wildenholz vorbei zur AN 4 (3,5 km südöstlich).

## Geschichte
Steinbach lag im Fraischbezirk des ansbachischen Oberamtes Feuchtwangen. 1732 bestand der Ort aus 15 Anwesen (1 Hof, 2 Halbhöfe, 6 Güter, 1 Mühle, 1 Schmiede, 4 Häuser), 1 Gemeindehirtenhaus und 1 Zollhaus. Die Dorf- und Gemeindeherrschaft und die Grundherrschaft über alle Anwesen hatte das Klosterverwalteramt Sulz. An diesen Verhältnissen änderte sich bis zum Ende des Alten Reiches nichts. Von 1797 bis 1808 unterstand der Ort dem Justiz- und Kammeramt Feuchtwangen.
Mit dem Gemeindeedikt (frühes 19. Jahrhundert) wurde Steinbach an der Holzecke dem Steuerdistrikt und der Ruralgemeinde Wildenholz zugeordnet. Im Zuge der Gebietsreform in Bayern wurde Steinbach am 1. Juli 1972 nach Schnelldorf eingemeindet.

### Bau- und Bodendenkmäler
- Kreutlein: Rothenburger Landhege, Reste des Wallgrabensystems des 15./17. Jahrhunderts mit Landhegesteinen[9]
- Haus Nr. 7/9: ehem. Haufenhof: Wohnstallhaus, erdgeschossiger Steildachbau mit Fachwerkgiebel, spätes 18. Jahrhundert; Stallscheune, erdgeschossiger Satteldachbau aus verputztem Ziegelstein und Fachwerkwand, 19. Jahrhundert; Remise, Fachwerkbau mit Satteldach, 19. Jahrhundert.[9]

### Einwohnerentwicklung
| Jahr      | 001818 | 001840 | 001861 | 001871 | 001885 | 001900 | 001925 | 001950 | 001961 | 001970 | 001987 |
| Einwohner | 93     | 121    | 142    | 131    | 135    | 112    | 129    | 140    | 98     | 98     | 93     |
| Häuser    | 22     | 21     |        |        | 27     | 26     | 26     | 24     | 23     |        | 23     |
| Quelle    | [ 11 ] | [ 12 ] | [ 13 ] | [ 14 ] | [ 15 ] | [ 16 ] | [ 17 ] | [ 18 ] | [ 19 ] | [ 20 ] | [ 1 ]  |

## Religion
Der Ort ist seit der Reformation evangelisch-lutherisch geprägt und bis heute nach St. Gallus (Erzberg) gepfarrt. Die Einwohner römisch-katholischer Konfession sind nach Kreuzerhöhung (Schillingsfürst) gepfarrt.